# June Byers
Pour les articles homonymes, voir Byers et Sibley.
DeAlva Eyvonnie Sibley (née le 25 mai 1922 à Houston et morte le 20 juillet 1998 dans la même ville), mieux connu sous son nom de ring de June Byers est une catcheuse (lutteuse professionnelle) américaine célèbre dans les années 1950 et au début des années 1960. Elle est la première championne du monde féminine de la National Wrestling Alliance et est un membre du Professional Wrestling Hall of Fame.

## Jeunesse
DeAlva Eyvonnie Sibley est née à Houston, elle est un garçon manqué et fait de la lutte. Son oncle, Ottoway Roberts, a travaillé pour Morris Siegel, un promoteur de catch. Sibley commence à apprendre le catch auprès des catcheurs travaillant pour Siegel. Un jour, alors que Sibley est sur le ring, Billy Wolfe (en), un célèbre promoteur de catch spécialisé dans le catch féminin, vient et découvre son potentiel.. Déjà divorcée et face à la pauvreté, elle accepte de suivre Wolfe qui lui propose de poursuivre son apprentissage.

## Carrière de catcheuse
Sibley choisi de lutter sous le nom de ring de June Byers, June étant son surnom et Byers le nom de famille de son premier mari. Elle fait ses débuts en 1944. Elle passe les premières années de sa carrière à voyager à travers le pays avec Wolfe et ses catcheuses. Elle perd le plus souvent face à des stars établies telles que Mae Young et la championne du monde féminine de la National Wrestling Association Mildred Burke. Elle remporte le championnat du monde par équipe féminine en septembre 1952 avec Millie Stafford après avoir gagné un tournoi.
Cette même année, Mildred Burke quitte Wolfe qui est son mari ainsi que sa fédération, laissant lechampionnat du monde féminin. Le 14 juin 1953, Byers remporte un tournoi à Baltimore pour ce titre vacant qui devient le championnat du monde féminin de la National Wrestling Alliance. Elle est vite devenue populaire favori des fans champion, apparaissant même comme un concurrent sur le jeu le plus populaire comme What's My Line? et I've Got A Secret en 1953.

## Palmarès
- American Wrestling Association (AWA)
  - 1 fois championne du monde féminine de l'AWA[6]
- Championship Wrestling from Florida
  - 1 fois championne féminine de Floride de la National Wrestling Alliance[7]
- National Wrestling Alliance (NWA)
  - 1 fois championne du monde féminine de la NWA[8]
  - 6 fois championne du monde par équipes féminine de la NWA avec Millie Stafford (2), Mary Jane Mull, Mars Bennett, Barbara Baker et Ethel Johnson[9]